# San-Gavino-d’Ampugnani
San-Gavino-d’Ampugnani település Franciaországban, Haute-Corse megyében. Lakosainak száma 104 fő (2022. január 1.). San-Gavino-d’Ampugnani Casalta, Pruno, Scata és San-Damiano községekkel határos.

## Népesség
A település népessége az elmúlt években az alábbi módon változott:
| Lakosok száma | 104  | 111  | 56   | 98   | 94   | 104  | 107  | 105  | 105  | 104  |
|               | 1968 | 1982 | 1990 | 2006 | 2013 | 2015 | 2017 | 2019 | 2020 | 2022 |